# 四氰基乙烯
四氰基乙烯（缩写：TCNE）是一种有机化合物，化学式为C
6N
4。它是一种重要的多腈。

## 合成
TCNE可由丙二腈在溴化钾存在下的溴化反应制得。反应生成KBr配合物，被铜脱溴。

## 性质
TCNE被过氧化氢氧化，生成相应的环氧化物，它具有反常的性质。
TCNE通常用作电子受体，氰基具有低能量的π*轨道。它和碘反应生成自由基阴离子：
C2(CN)4  +  I−  →  [C2(CN)4]−  +  1⁄2 I2

## 安全
TCNE水解生成氰化氢，使用时应当注意。